# Ronde van Peking 2011
De eerste editie van de Ronde van Peking werd verreden van 5 tot 9 oktober 2011 in China.
De eerste editie bestond uit vijf etappes. De eerste etappe was een korte tijdrit in Peking langs een aantal locaties van de Olympische Spelen 2008. De tweede etappe was een vlakke rit en in de derde rit moest flink geklommen worden met twee cols van de eerste categorie in de laatste 30 kilometer. In de vierde en langste rit moesten ook nog wat heuvels worden overwonnen. De vijfde etappe bestond uit dertien lokale rondes in het centrum van Peking.

## Boycot
Hoewel alle ploegen uit de World Tour verplicht zijn in alle wedstrijden te starten, dreigden de ploegen samen met rennersvakbond AIGCP de eerste editie in 2011 te boycotten vanwege het plan van de UCI om radiocommunicatie tussen renners en ploegleiders te verbieden. De Ronde van Peking was voor dit protest uitgekozen omdat de wedstrijd door de UCI en Pat McQuaid zelf georganiseerd werd. Uiteindelijk gingen alle ploegen uit de World Tour gewoon van start.

## Deelnemende ploegen
Alle 18 UCI World Tour-ploegen nemen deel. Daarnaast heeft de organisatie een selectie van talentvolle Chinese renners uitgenodigd.
| 18 UCI World Tour-ploegen | 18 UCI World Tour-ploegen | 18 UCI World Tour-ploegen | 1 wildcard             |
| ------------------------- | ------------------------- | ------------------------- | ---------------------- |
| AG2R-La Mondiale          | Team Katjoesja            | Quick Step                | Chinees Nationaal Team |
| Pro Team Astana           | Lampre-ISD                | Rabobank                  |                        |
| BMC Racing Team           | Team Leopard-Trek         | Team RadioShack           |                        |
| Euskaltel-Euskadi         | Liquigas-Cannondale       | Saxo Bank-Sungard         |                        |
| Team Garmin-Cervélo       | Team Movistar             | Sky ProCycling            |                        |
| Team HTC-High Road        | Omega Pharma-Lotto        | Vacansoleil-DCM           |                        |

## Startlijst
Er deden 147 renners van 19 ploegen mee.

### Euskaltel-Euskadi
| Rugnummer | Naam            | Prestaties | Opmerkingen | Eindklassering |
| --------- | --------------- | ---------- | ----------- | -------------- |
| 1         | Igor Antón      |            |             |                |
| 2         | Amets Txurruka  |            |             |                |
| 3         | Mikel Astarloza |            |             |                |
| 4         | Jon Izagirre    |            |             |                |
| 5         | Mikel Landa     |            |             |                |
| 6         | Mikel Nieve     |            |             |                |
| 7         | Alan Pérez      |            |             |                |
| 8         | Samuel Sánchez  |            |             |                |

### HTC-High Road
| Rugnummer | Naam                | Prestaties         | Opmerkingen | Eindklassering |
| --------- | ------------------- | ------------------ | ----------- | -------------- |
| 11        | Tony Martin         | Winnaar: 1e etappe |             | 1e             |
| 12        | Michael Albasini    |                    |             |                |
| 13        | Caleb Fairly        |                    |             |                |
| 14        | Leigh Howard        |                    |             |                |
| 15        | Hayden Roulston     |                    |             |                |
| 16        | Kanstantsin Siwtsow |                    |             |                |
| 17        | Peter Velits        |                    |             |                |

### Omega Pharma-Lotto
| Rugnummer | Naam                  | Prestaties | Opmerkingen | Eindklassering |
| --------- | --------------------- | ---------- | ----------- | -------------- |
| 21        | Bart De Clercq        |            |             |                |
| 22        | Kenny De Haes         |            |             |                |
| 23        | Jens Debusschere      |            |             |                |
| 24        | Adam Hansen           |            |             |                |
| 25        | Olivier Kaisen        |            |             | 5e             |
| 26        | Maarten Neyens        |            |             |                |
| 27        | Jurgen Van den Broeck |            |             |                |

### Team Leopard-Trek
| Rugnummer | Naam             | Prestaties | Opmerkingen       | Eindklassering |
| --------- | ---------------- | ---------- | ----------------- | -------------- |
| 31        | Anders Lund      |            |                   |                |
| 32        | Martin Mortensen |            |                   |                |
| 33        | Giacomo Nizzolo  |            |                   |                |
| 34        | Martin Pedersen  |            |                   |                |
| 35        | Joost Posthuma   |            | Opgave: 3e etappe |                |
| 36        | Tom Stamsnijder  |            | Opgave: 3e etappe |                |
| 37        | Robert Wagner    |            |                   |                |

### Sky ProCycling
| Rugnummer | Naam              | Prestaties | Opmerkingen | Eindklassering |
| --------- | ----------------- | ---------- | ----------- | -------------- |
| 41        | Chris Froome      |            |             | 3e             |
| 42        | Davide Appollonio |            |             |                |
| 43        | Michael Barry     |            |             |                |
| 44        | Dario David Cioni |            |             |                |
| 45        | Stephen Cummings  |            |             | 4e             |
| 46        | Alex Dowsett      |            |             |                |
| 47        | Jeremy Hunt       |            |             |                |
| 48        | Christian Knees   |            |             |                |

### BMC Racing Team
| Rugnummer | Naam               | Prestaties | Opmerkingen       | Eindklassering |
| --------- | ------------------ | ---------- | ----------------- | -------------- |
| 51        | Brent Bookwalter   |            |                   |                |
| 52        | Chad Beyer         |            |                   |                |
| 53        | Chris Butler       |            |                   |                |
| 54        | Yannick Eijssen    |            | Opgave: 3e etappe |                |
| 55        | Alexander Kristoff |            |                   |                |
| 56        | Amaël Moinard      |            |                   |                |
| 57        | John Murphy        |            |                   |                |
| 58        | Danilo Wyss        |            |                   |                |

### Lampre-ISD
| Rugnummer | Naam                 | Prestaties | Opmerkingen | Eindklassering |
| --------- | -------------------- | ---------- | ----------- | -------------- |
| 61        | Damiano Cunego       |            |             |                |
| 62        | Alfredo Balloni      |            |             |                |
| 63        | Leonardo Bertagnolli |            |             |                |
| 64        | Matteo Bono          |            |             |                |
| 65        | Francesco Gavazzi    |            |             |                |
| 66        | Adriano Malori       |            |             |                |
| 67        | Manuele Mori         |            |             |                |
| 68        | Daniele Pietropolli  |            |             |                |

### Liquigas-Cannondale
| Rugnummer | Naam                 | Prestaties         | Opmerkingen | Eindklassering |
| --------- | -------------------- | ------------------ | ----------- | -------------- |
| 71        | Peter Sagan          |                    |             |                |
| 72        | Davide Cimolai       |                    |             |                |
| 73        | Mauro Da Dalto       |                    |             |                |
| 74        | Tiziano Dall'Antonia |                    |             |                |
| 75        | Daniel Oss           |                    |             |                |
| 76        | Juraj Sagan          |                    |             |                |
| 77        | Elia Viviani         | Winnaar: 4e etappe |             |                |
| 78        | Cameron Wurf         |                    |             |                |

### Saxo Bank-Sungard
| Rugnummer | Naam                  | Prestaties | Opmerkingen | Eindklassering |
| --------- | --------------------- | ---------- | ----------- | -------------- |
| 81        | Nick Nuyens           |            |             |                |
| 82        | Juan José Haedo       |            |             |                |
| 83        | Lucas Sebastian Haedo |            |             |                |
| 84        | Jonas Jørgensen       |            |             |                |
| 85        | Michael Mørkøv        |            |             |                |
| 86        | Luke Roberts          |            |             |                |
| 87        | Chris Sorensen        |            |             |                |
| 88        | David Tanner          |            |             |                |

### Rabobank
| Rugnummer | Naam               | Prestaties | Opmerkingen | Eindklassering |
| --------- | ------------------ | ---------- | ----------- | -------------- |
| 91        | Lars Boom          |            |             |                |
| 92        | Theo Bos           |            |             |                |
| 93        | Stef Clement       |            |             |                |
| 94        | Juan Manuel Gárate |            |             |                |
| 95        | Paul Martens       |            |             |                |
| 96        | Luis León Sánchez  |            |             | 6e             |
| 97        | Jos van Emden      |            |             |                |
| 98        | Dennis van Winden  |            |             |                |

### Garmin-Cervélo
| Rugnummer | Naam               | Prestaties         | Opmerkingen       | Eindklassering |
| --------- | ------------------ | ------------------ | ----------------- | -------------- |
| 101       | David Millar       |                    |                   | 2e             |
| 102       | Jack Bobridge      |                    |                   |                |
| 103       | Heinrich Haussler  | Winnaar: 2e etappe |                   |                |
| 104       | Michel Kreder      |                    |                   |                |
| 105       | Cameron Meyer      |                    |                   |                |
| 106       | Andrew Talansky    |                    | Opgave: 2e etappe |                |
| 107       | Johan Van Summeren |                    |                   |                |

### Team RadioShack
| Rugnummer | Naam             | Prestaties | Opmerkingen | Eindklassering |
| --------- | ---------------- | ---------- | ----------- | -------------- |
| 111       | Janez Brajkovič  |            |             |                |
| 112       | Philip Deignan   |            |             |                |
| 113       | Markel Irizar    |            |             |                |
| 114       | Benjamin King    |            |             |                |
| 115       | Tiago Machado    |            |             |                |
| 116       | Dmitri Moeravjov |            |             |                |
| 117       | Nélson Oliveira  |            |             |                |
| 118       | Haimar Zubeldia  |            |             |                |

### Team Katjoesja
| Rugnummer | Naam                | Prestaties         | Opmerkingen | Eindklassering |
| --------- | ------------------- | ------------------ | ----------- | -------------- |
| 121       | Denis Galimzjanov   | Winnaar: 5e etappe |             |                |
| 122       | Vladimir Isajtsjev  |                    |             |                |
| 123       | Artjom Ovetsjkin    |                    |             |                |
| 124       | Alexandru Pliușchin |                    |             |                |
| 125       | Aleksandr Porsev    |                    |             |                |
| 126       | Jegor Silin         |                    |             |                |
| 127       | Nikolai Trussov     |                    |             |                |
| 128       | Stijn Vandenbergh   |                    |             |                |

### Movistar Team
| Rugnummer | Naam              | Prestaties | Opmerkingen | Eindklassering |
| --------- | ----------------- | ---------- | ----------- | -------------- |
| 131       | Pablo Lastras     |            |             |                |
| 132       | Jesús Herrada     |            |             |                |
| 133       | Beñat Intxausti   |            |             |                |
| 134       | Francisco Iriarte |            |             |                |
| 135       | Ángel Madrazo     |            |             |                |
| 136       | Sergio Pardilla   |            |             |                |
| 137       | Rubén Plaza       |            |             |                |
| 138       | Enrique Sanz      |            |             |                |

### Pro Team Astana
| Rugnummer | Naam              | Prestaties | Opmerkingen | Eindklassering |
| --------- | ----------------- | ---------- | ----------- | -------------- |
| 141       | Simon Clarke      |            |             |                |
| 142       | Enrico Gasparotto |            |             |                |
| 143       | Andrij Hryvko     |            |             | 8e             |
| 144       | Maksim Iglinski   |            |             |                |
| 145       | Valentin Iglinski |            |             |                |
| 146       | Tanel Kangert     |            |             |                |
| 147       | Andrej Mizoerov   |            |             |                |
| 148       | Sergej Renev      |            |             |                |

### Quick Step
| Rugnummer | Naam               | Prestaties | Opmerkingen | Eindklassering |
| --------- | ------------------ | ---------- | ----------- | -------------- |
| 151       | Marco Bandiera     |            |             |                |
| 152       | Dario Cataldo      |            |             | 9e             |
| 153       | Francesco Chicchi  |            |             |                |
| 154       | Iljo Keisse        |            |             |                |
| 155       | Francesco Reda     |            |             |                |
| 156       | Niki Terpstra      |            |             | 10e            |
| 157       | Matteo Trentin     |            |             |                |
| 158       | Kristof Vandewalle |            |             |                |

### Vacansoleil-DCM
| Rugnummer | Naam               | Prestaties | Opmerkingen | Eindklassering |
| --------- | ------------------ | ---------- | ----------- | -------------- |
| 161       | Matteo Carrara     |            |             |                |
| 162       | Thomas De Gendt    |            |             |                |
| 163       | Martijn Keizer     |            |             |                |
| 164       | Wouter Mol         |            |             |                |
| 165       | Rob Ruijgh         |            |             |                |
| 166       | Frederik Veuchelen |            |             |                |
| 167       | Lieuwe Westra      |            |             |                |

### AG2R-La Mondiale
| Rugnummer | Naam                   | Prestaties         | Opmerkingen | Eindklassering |
| --------- | ---------------------- | ------------------ | ----------- | -------------- |
| 171       | Nicolas Roche          | Winnaar: 3e etappe |             |                |
| 172       | Julien Bérard          |                    |             |                |
| 173       | Mikaël Cherel          |                    |             |                |
| 174       | Sébastien Hinault      |                    |             |                |
| 175       | Blel Kadri             |                    |             |                |
| 176       | Lloyd Mondory          |                    |             |                |
| 177       | Jean-Christophe Péraud |                    |             | 7e             |
| 178       | Christophe Riblon      |                    |             |                |

### Chinees Nationaal Team
| Rugnummer | Naam          | Prestaties | Opmerkingen | Eindklassering |
| --------- | ------------- | ---------- | ----------- | -------------- |
| 181       | Xi Tao Ji     |            |             |                |
| 182       | Kun Jiang     |            |             |                |
| 183       | Haijun Ma     |            |             |                |
| 184       | Ben Ma        |            |             |                |
| 185       | Fengnian Wang |            |             |                |
| 186       | Meiyin Wang   |            |             |                |
| 187       | Ruisong Zhang |            |             |                |
| 188       | Yiming Zhao   |            |             |                |

## Etappe-overzicht
| Datum  | Etappe | Start-Finish        | Afstand  | Type                | Winnaar           | Ploeg               | Klassementsleider |
| ------ | ------ | ------------------- | -------- | ------------------- | ----------------- | ------------------- | ----------------- |
| 5 okt. | 1      | Peking - Peking     | 11,3 km  | Individuele tijdrit | Tony Martin       | Team HTC-High Road  | Tony Martin       |
| 6 okt. | 2      | Peking - Mentougou  | 133,5 km | Vlakke rit          | Heinrich Haussler | Team Garmin-Cervélo | Tony Martin       |
| 7 okt. | 3      | Mentougou - Yanqing | 162 km   | Bergrit             | Nicolas Roche     | AG2R-La Mondiale    | Tony Martin       |
| 8 okt. | 4      | Yanqing - Mapo      | 189,5 km | Heuvelrit           | Elia Viviani      | Liquigas-Cannondale | Tony Martin       |
| 9 okt. | 5      | Peking - Peking     | 118 km   | Vlakke rit          | Denis Galimzjanov | Katjoesja           | Tony Martin       |

## Etappes

### 1e etappe
Het parcours van de openingstijdrit van 11,3 kilometer liep van het Nationaal Stadion van Peking (het Vogelneststadion) naar het Beijing National Aquatics Center (de Water Cube). Deze tijdrit werd gewonnen door Tony Martin, die voor het eerst na zijn zege op het wereldkampioenschap wielrennen 2011, twee weken eerder, in de regenboogtrui mocht starten. Hij bleef David Millar 17 en Alex Dowsett 24 seconden voor. Uiteraard mocht hij na deze zege de rode leiderstrui aantrekken.

#### Uitslag
| Plaats  | Naam                   | Ploeg              | Tijd   |
| ------- | ---------------------- | ------------------ | ------ |
| Winnaar | Tony Martin            | HTC-High Road      | 13'33" |
| 2       | David Millar           | Garmin-Cervélo     | +17"   |
| 3       | Alex Dowsett           | Sky ProCycling     | +24"   |
| 4       | Chris Froome           | Sky ProCycling     | +26"   |
| 5       | Steve Cummings         | Sky ProCycling     | +35"   |
| 6       | Lars Boom              | Rabobank           | +36"   |
| 7       | Olivier Kaisen         | Omega Pharma-Lotto | +39"   |
| 8       | Luis León Sánchez      | Rabobank           | +41"   |
| 9       | Jean-Christophe Péraud | AG2R-La Mondiale   | +43"   |
| 10      | Dario Cataldo          | Quick Step         | z.t.   |

#### Klassement
| Algemeen klassement |                        |                    |        |
| Plaats              | Naam                   | Ploeg              | Tijd   |
| Rode trui           | Tony Martin            | HTC-High Road      | 13'33" |
| 2                   | David Millar           | Garmin-Cervélo     | +17"   |
| 3                   | Alex Dowsett           | Sky ProCycling     | +24"   |
| 4                   | Chris Froome           | Sky ProCycling     | +26"   |
| 5                   | Steve Cummings         | Sky ProCycling     | +35"   |
| 6                   | Lars Boom              | Rabobank           | +36"   |
| 7                   | Olivier Kaisen         | Omega Pharma-Lotto | +39"   |
| 8                   | Luis León Sánchez      | Rabobank           | +41"   |
| 9                   | Jean-Christophe Péraud | AG2R-La Mondiale   | +43"   |
| 10                  | Dario Cataldo          | Quick Step         | z.t.   |

### 2e etappe
De tweede etappe startte ook bij het vogelneststadion en was redelijk vlak. Nadat op 15 kilometer voor de streep een kopgroep van vier man was ingerekend, eindigde de tweede etappe in een massasprint waarin Heinrich Haussler de Rus Denis Galimzjanov en de Nederlander Theo Bos te snel af was. Tony Martin behield de leiderstrui.

#### Uitslag
| Plaats  | Naam               | Ploeg               | Tijd     |
| ------- | ------------------ | ------------------- | -------- |
| Winnaar | Heinrich Haussler  | Garmin-Cervélo      | 3u03'30" |
| 2       | Denis Galimzjanov  | Team Katusha        | z.t.     |
| 3       | Theo Bos           | Rabobank            | z.t.     |
| 4       | Francesco Chicchi  | Quick Step          | z.t.     |
| 5       | Alexander Kristoff | BMC Racing Team     | z.t.     |
| 6       | Elia Viviani       | Liquigas-Cannondale | z.t.     |
| 7       | Davide Appollonio  | Sky ProCycling      | z.t.     |
| 8       | Giacomo Nizzolo    | Leopard-Trek        | z.t.     |
| 9       | Manuele Mori       | Lampre-ISD          | z.t.     |
| 10      | Ángel Madrazo      | Movistar Team       | z.t.     |

#### Klassement
| Algemeen klassement |                        |                    |          |
| Plaats              | Naam                   | Ploeg              | Tijd     |
| Rode trui           | Tony Martin            | HTC-High Road      | 3u17'03" |
| 2                   | David Millar           | Garmin-Cervélo     | +17"     |
| 3                   | Alex Dowsett           | Sky ProCycling     | +24"     |
| 4                   | Chris Froome           | Sky ProCycling     | +26"     |
| 5                   | Steve Cummings         | Sky ProCycling     | +35"     |
| 6                   | Olivier Kaisen         | Omega Pharma-Lotto | +39"     |
| 7                   | Luis León Sánchez      | Rabobank           | +41"     |
| 8                   | Jean-Christophe Péraud | AG2R-La Mondiale   | +43"     |
| 9                   | Andrij Hryvko          | Astana             | z.t.     |
| 10                  | Dario Cataldo          | Quick Step         | z.t.     |

### 3e etappe
De derde etappe over een col van de tweede en drie van de eerste categorie was de koninginnenrit van deze eerste Ronde van Peking. Op de slotklim gingen de Ieren Nicolas Roche, Philip Deignan en de Brit Chris Froome op avontuur. De laatste twaalf kilometer jaagde het inmiddels flink uitgedunde peloton flink op de koplopers, maar op de streep, waar Roche de sprint won, hielden de koplopers nog één seconde over op Francesco Gavazzi en de rest van het peloton. Tony Martin eindigde in het peloton en behield zijn leidende positie.

#### Uitslag
| Plaats  | Naam              | Ploeg             | Tijd     |
| ------- | ----------------- | ----------------- | -------- |
| Winnaar | Nicolas Roche     | Ag2r-La Mondiale  | 3u53'15" |
| 2       | Philip Deignan    | Team RadioShack   | z.t.     |
| 3       | Chris Froome      | Sky ProCycling    | +1"      |
| 4       | Francesco Gavazzi | Lampre-ISD        | z.t.     |
| 5       | Nick Nuyens       | Saxo Bank-Sungard | z.t.     |
| 6       | Paul Martens      | Rabobank          | z.t.     |
| 7       | Ángel Madrazo     | Movistar Team     | z.t.     |
| 8       | Simon Clarke      | Astana            | z.t.     |
| 9       | Michael Barry     | Sky ProCycling    | z.t.     |
| 10      | Luke Roberts      | Saxo Bank-Sungard | z.t.     |

#### Klassement
| Algemeen klassement |                        |                    |          |
| Plaats              | Naam                   | Ploeg              | Tijd     |
| Rode trui           | Tony Martin            | HTC-High Road      | 7u10'19" |
| 2                   | David Millar           | Garmin-Cervélo     | +17"     |
| 3                   | Chris Froome           | Sky ProCycling     | +26"     |
| 4                   | Steve Cummings         | Sky ProCycling     | +35"     |
| 5                   | Olivier Kaisen         | Omega Pharma-Lotto | +39"     |
| 6                   | Luis León Sánchez      | Rabobank           | +41"     |
| 7                   | Jean-Christophe Péraud | Ag2r-La Mondiale   | +43"     |
| 8                   | Andrij Hryvko          | Astana             | z.t.     |
| 9                   | Dario Cataldo          | Quick Step         | z.t.     |
| 10                  | Niki Terpstra          | Quick Step         | +46"     |

### 4e etappe
In de laatste twee etappes werd de leiderstrui van Martin niet meer bedreigd. De ritzege in de vierde etappe was voor Elia Viviani die zijn ploeggenoot Peter Sagan voorbleef in een massasprint in Mapo bij het Shunyi Olympic Rowing-Canoeing Park.

#### Uitslag
| Plaats  | Naam               | Ploeg               | Tijd     |
| ------- | ------------------ | ------------------- | -------- |
| Winnaar | Elia Viviani       | Liquigas-Cannondale | 4u09'08" |
| 2       | Peter Sagan        | Liquigas-Cannondale | z.t.     |
| 3       | Juan José Haedo    | Saxo Bank-Sungard   | z.t.     |
| 4       | Denis Galimzjanov  | Team Katusha        | z.t.     |
| 5       | Aleksandr Porsev   | Team Katusha        | z.t.     |
| 6       | Alexander Kristoff | BMC Racing Team     | z.t.     |
| 7       | Leigh Howard       | HTC-High Road       | z.t.     |
| 8       | Manuele Mori       | Lampre-ISD          | z.t.     |
| 9       | Enrique Sanz       | Movistar Team       | z.t.     |
| 10      | Heinrich Haussler  | Garmin-Cervélo      | z.t.     |

#### Klassement
| Algemeen klassement |                        |                    |           |
| Plaats              | Naam                   | Ploeg              | Tijd      |
| Rode trui           | Tony Martin            | HTC-High Road      | 11u19'27" |
| 2                   | David Millar           | Garmin-Cervélo     | +17"      |
| 3                   | Chris Froome           | Sky ProCycling     | +26"      |
| 4                   | Steve Cummings         | Sky ProCycling     | +35"      |
| 5                   | Olivier Kaisen         | Omega Pharma-Lotto | +39"      |
| 6                   | Luis León Sánchez      | Rabobank           | +41"      |
| 7                   | Jean-Christophe Péraud | Ag2r-La Mondiale   | +43"      |
| 8                   | Andrij Hryvko          | Astana             | z.t.      |
| 9                   | Dario Cataldo          | Quick Step         | z.t.      |
| 10                  | Niki Terpstra          | Quick Step         | +46"      |

### 5e etappe
De etappewinst was voor Denis Galimzjanov, die in een etappe over meerdere rondes in het centrum van Peking (onder andere langs het Plein van de Hemelse Vrede) in de groene puntentrui de massasprint won.

#### Uitslag
| Plaats  | Naam               | Ploeg               | Tijd     |
| ------- | ------------------ | ------------------- | -------- |
| Winnaar | Denis Galimzjanov  | Team Katusha        | 2u19'44" |
| 2       | Juan José Haedo    | Saxo Bank-SunGard   | z.t.     |
| 3       | Elia Viviani       | Liquigas-Cannondale | z.t.     |
| 4       | Matteo Trentin     | Quick Step          | z.t.     |
| 5       | Davide Appollonio  | Sky Procycling      | z.t.     |
| 6       | Francesco Chicchi  | Quick Step          | z.t.     |
| 7       | Heinrich Haussler  | Garmin-Cervélo      | z.t.     |
| 8       | Giacomo Nizzolo    | Leopard-Trek        | z.t.     |
| 9       | Alexander Kristoff | BMC Racing Team     | z.t.     |
| 10      | Sébastien Hinault  | Ag2r-La Mondiale    | z.t.     |

## Klassementsleider na elke etappe
| Etappe       | Algemeen klassement | Puntenklassement  | Bergklassement  | Jongerenklassement | Ploegenklassement |
| 1e (tijdrit) | Tony Martin         | Tony Martin       | niet uitgereikt | Alex Dowsett       | Sky ProCycling    |
| 2e           | Tony Martin         | Tony Martin       | Thomas De Gendt | Alex Dowsett       | Sky ProCycling    |
| 3e           | Tony Martin         | Chris Froome      | Igor Antón      | Benjamin King      | Sky ProCycling    |
| 4e           | Tony Martin         | Denis Galimzjanov | Igor Antón      | Benjamin King      | Sky ProCycling    |
| 5e           | Tony Martin         | Denis Galimzjanov | Igor Antón      | Benjamin King      | Sky ProCycling    |
| Eindstand    | Tony Martin         | Denis Galimzjanov | Igor Antón      | Benjamin King      | Sky ProCycling    |

## Eindklassementen
| Plaats    | Naam              | Ploeg               | Tijd      |
| --------- | ----------------- | ------------------- | --------- |
| Rode trui | Tony Martin       | Team HTC-High Road  | 13u39'11" |
| 2         | David Millar      | Team Garmin-Cervélo | +00' 17"  |
| 3         | Chris Froome      | Sky ProCycling      | +00' 26"  |
| 4         | Steven Cummings   | Sky ProCycling      | +00' 35"  |
| 5         | Olivier Kaisen    | Omega Pharma-Lotto  | +00' 39"  |
| 6         | Luis León Sánchez | Rabobank            | +00' 41"  |
| 7         | Jean-C. Peraud    | AG2R-La Mondiale    | +00' 43"  |
| 8         | Andrij Hryvko     | Pro Team Astana     | z.t.      |
| 9         | Dario Cataldo     | Quick Step          | z.t.      |
| 10        | Niki Terpstra     | Quick Step          | +00' 46"  |

| Plaats      | Naam              | Ploeg               | Punten |
| ----------- | ----------------- | ------------------- | ------ |
| Groene trui | Denis Galimzjanov | Team Katusha        | 41     |
| 2           | Elia Viviani      | Liquigas-Cannondale | 39     |
| 3           | Heinrich Haussler | Team Garmin-Cervélo | 30     |
|             |                   |                     |        |
| 9           | Lieuwe Westra     | Vacansoleil-DCM     | 19     |
| 29          | Nick Nuyens       | Saxo Bank-Sungard   | 11     |

| Plaats        | Naam            | Ploeg             | Punten |
| ------------- | --------------- | ----------------- | ------ |
| Bolletjestrui | Igor Antón      | Euskaltel-Euskadi | 22     |
| 2             | Lloyd Mondory   | AG2R-La Mondiale  | 18     |
| 3             | Thomas De Gendt | Vacansoleil-DCM   | 17     |
|               |                 |                   |        |
| 18            | Martijn Keizer  | Vacansoleil-DCM   | 4      |

| Plaats     | Naam              | Ploeg              | Tijd      |
| ---------- | ----------------- | ------------------ | --------- |
| Witte trui | Benjamin King     | Team RadioShack    | 13u40'01" |
| 2          | Bart De Clercq    | Omega Pharma-Lotto | +00' 02"  |
| 3          | Dennis van Winden | Rabobank           | +00' 06"  |

| Plaats | Ploeg              | Tijd      |
| ------ | ------------------ | --------- |
|        | Sky ProCycling     | 40u58'58" |
| 2      | Omega Pharma-Lotto | +00' 59"  |
| 3      | Rabobank           | +01' 08"  |